# アブ・フセイン・フセイニ
アブ・フセイン・フセイニ（1979年 - 2023年4月29日）は、ISIL4代目最高指導者、カリフ、テロリスト。
フルネームはアブー・アル＝フセイン・アル＝フセイーニー・アル＝クラシー（アラビア語：أبو الحسين الحسيني القرشي、文語アラビア語発音：アブー・アル＝フサイン・アル＝フサイーニー・アル＝クラシー、文語発音転写：Abū al-Ḥusayn al-Ḥusaynī al-Qurashī、口語発音転写：Abū al-Ḥusein al-Ḥuseinī al-Qurashī、英字表記例：Abu al-Hussein al-Husseini al-Qurashi）だが、各報道機関により呼び名・カタカナ表記は分かれている。
前指導者らと違い、顔写真や素性など詳しい情報は閉鎖的であり、名前も偽名である可能性がある。
トルコ側によると、2013年にISILのメンバーに参加し、第3代指導者アブハッサン・ハシミ（アブー・アル＝ハサン・アル＝ハーシミー・アル＝クラシー）の死後、後継者に就任し指導力を引き継いだことが判明。同氏は、アル・フルカン・メディア財団（ISILの主要メディア、アラビア語発音：アル＝フルカーン）が放送した音声メッセージの中で、ISILの公式報道官アブ・ウマル・アル・ムハジル（アラビア語発音：アブー・ウマル・アル＝ムハージル）によってカリフとして発表された。その後、2023年4月30日にトルコの情報機関によって前日4月29日の作戦によりシリアの被災地にて殺害されたことが発表された。同年8月3日、ISILはシャーム解放機構との銃撃戦中に死亡したと発表した。

## 後継者
2023年の8月に入り、7月のパキスタンでの自爆テロに伴いアブ・ハフス・アル＝ハシーミー・アル＝クラーイシー（英字表記例：Abu Hafs al-Hashimi al-Qurashi）が5代目の後継者になることをISILが認めた。